# Das Museum der Unschuld
Das Museum der Unschuld (türkischer Originaltitel Masumiyet Müzesi) ist ein 2008 erschienener Roman des türkischen Schriftstellers Orhan Pamuk. Die deutsche Übersetzung von Gerhard Meier erschien 2008 im Carl Hanser Verlag. Der Roman beschreibt eine Liebesgeschichte, die zur Entstehung eines Museums führt. Im Jahr 2012 wurde in Istanbul ein Museum nach dem Roman eröffnet.

## Inhalt
Kemal, 30-jähriger, gut ausgebildeter Sohn eines Fabrikanten, und seine Freundin Sibel planen in kurzer Zeit sich zu verloben. Kemal trifft zufällig die 18-jährige arme Verwandte Füsun, als er Sibel eine Handtasche kaufen wollte. Emotional berührt von Füsun beginnt er, sich mit ihr zu treffen und ihr bei der Vorbereitung für die Universitätsprüfung zu helfen. Diese Treffen enden, als Kemal und Sibel sich verloben. Kemal kann Füsun nicht mehr erreichen und wird deswegen depressiv und unglücklich. Er trennt sich von Sibel und verbringt seine Tage in der Wohnung, wo Füsun und er sich liebten.
Nach dem Tod seines Vaters bekommt Kemal eine Nachricht von Füsun und erfährt, wo sie wohnt. Er besucht sie und sieht, dass sie verheiratet ist. Ihr Mann Feridun ist ein Filmemacher, der Füsun seit seiner Kindheit geliebt hat. Er braucht finanzielle Unterstützung für seinen Film, und das ist auch der Grund, warum Füsun Kemal einlädt. Sie treffen sich oft, gehen zusammen ins Kino, aber Füsun verhält sich förmlich. Kemal fürchtet, dass er eines Tages Füsun verlieren werde, und sammelt heimlich ihre persönlichen Gegenstände. Füsuns Ehemann verliebt sich in die Hauptdarstellerin seines Filmes. Der Film wird erfolgreich, aber die Ehe von Feridun und Füsun geht in die Brüche.
Nach dem Tod von Füsuns Vater leben Kemal und Füsun zusammen und planen mit Füsuns Mutter nach Paris zu gehen. In einem Autounfall in Edirne stirbt Füsun und Kemal wird schwer verletzt. Als es ihm besser geht, entscheidet er sich mit den Gegenständen von Füsun, die er die ganze Zeit gesammelt hat, ein Museum an jenem Ort zu eröffnen, an dem Füsun und ihre Familie früher gelebt haben. Deshalb bietet er dem Schriftsteller Orhan Pamuk an, einen Katalog für das Museum zu schreiben, und Pamuk schreibt das Buch.

## Zusammenhang zwischen Buch und Museum
Orhan Pamuk kam auf die Idee, eine fiktive Geschichte über das Haus zu schreiben, an dem er jeden Tag vorbeiging, als er seine kleine Tochter zur Schule brachte. Dann kaufte er dieses Eckhaus in Çukurcuma (sprich: Tschukúrdschumaa) und begann zu schreiben.
Das Haus wurde 2003 von den türkischen Architekten İhsan Bilgin, Cem Yücel und einem deutschen, mit Pamuk befreundeten Architektenteam (Sunder-Plassmann Architekten) renoviert.
In der Eingangshalle des Museums werden die Besucher mit einer Wand konfrontiert, die mit 4213 Zigarettenstummel bedeckt ist, die Füsun rauchte. Die 83 Vitrinen im Museum entsprechen der Anzahl der Kapitel im Buch. Im ersten und zweiten Stock sind Alltagsgegenstände wie Ohrringe, Damenschuhe, Lippenstifte, Taschentücher, Streichholzschachteln, leere Flakons, Fotografien, Werbeplakate, Gläser, Rakıflaschen, ein Vogelkäfig, eine Wanduhr in Schaukästen zu sehen. Oben in der Dachkammer befindet sich Kemals Zimmer, in dem er die letzten Jahre seines Lebens verbrachte, dazu Pamuks Manuskripte und seine Entwürfe für das Museum.
In einem Interview mit Jörg Steinleitner sagte Orhan Pamuk: „Ich bin froh, dass die deutschen Leser der Türkei und ihren Autoren nun mehr Aufmerksamkeit schenken werden. Es macht mich glücklich, dass Das Museum der Unschuld, der Roman, an dem ich die letzten sechs Jahre gearbeitet habe, etwa gleichzeitig in der Türkei und in Deutschland veröffentlicht wird. Dieser Roman hat mich viel Mühe gekostet. Ich freue mich, dass er nun fertig ist. Er beinhaltet alles, was ich im Leben kennengelernt und gesehen habe. Mit Leben meine ich das Leben in Istanbul, in meiner Ecke der Welt. Es dreht sich um die Menschen und Straßen, die mir am meisten vertraut sind. Diese Vorstellung macht mich glücklich. Und dass deutsche Leser in ihrer Phantasie diese Straßen hinunterlaufen werden, finde ich aufregend.“

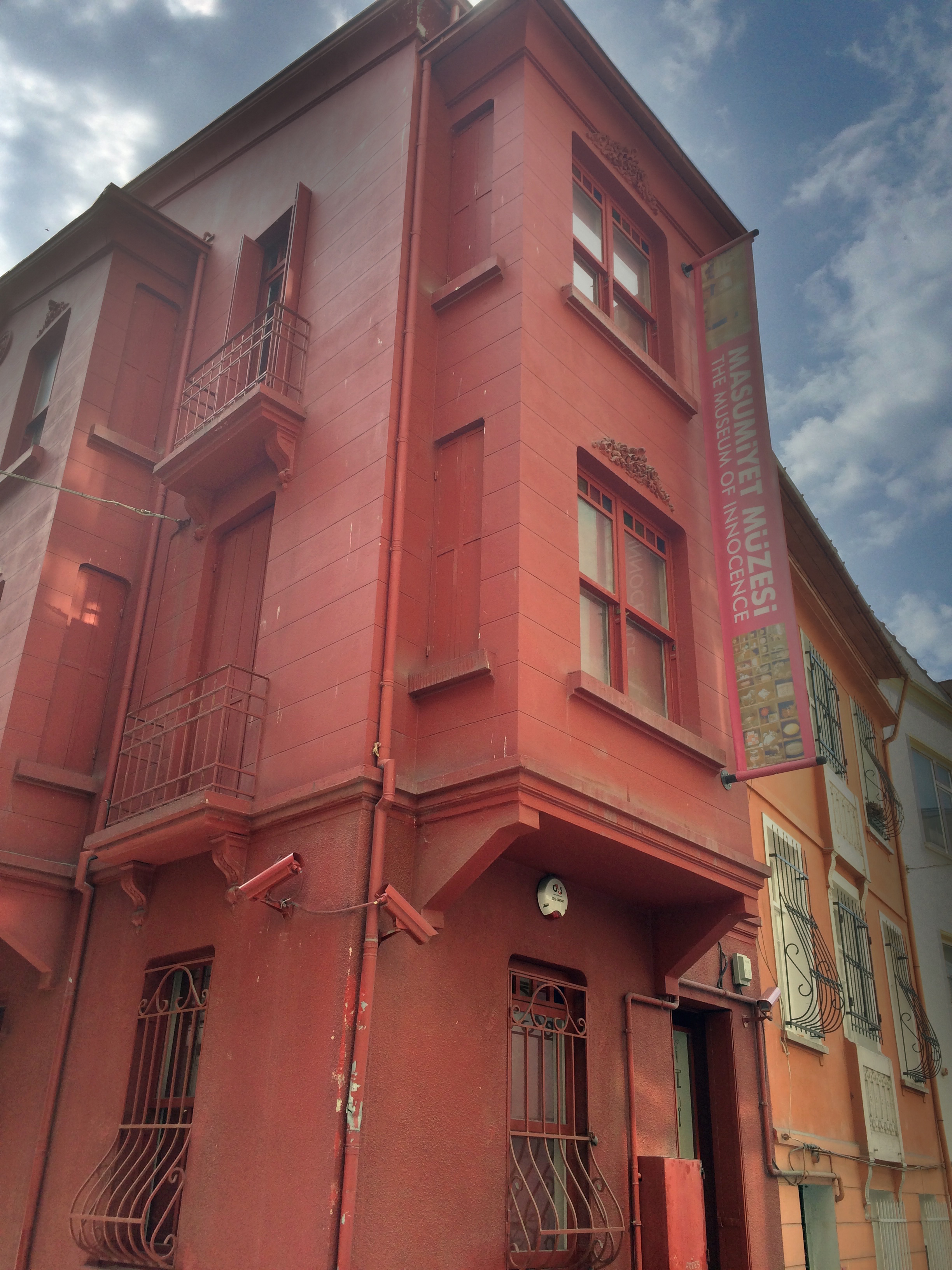
Fassade des „Museum der Unschuld“ in Istanbul

## Rezeption
Die türkische Popmusik-Sängerin Nazan Öncel schrieb das Lied Canım benim nasılsın? (deutsch: Wie geht’s dir, mein Schatz?), nachdem sie das Buch gelesen hatte und von der Liebe der Figuren berührt war. Die Zeitschrift Başka Kültür Sanat Dergisi (deutsch: Die andere Kultur&Kunst) machte in ihrer vierten Ausgabe die Geschichte des Militärputsches in der Türkei von 1980 bis zum Ergenekon-Fall zum Thema und verwendete den Umschlag des Buches als Titelseite mit einem kleinen Unterschied: Statt Masumiyet Müzesi lautete der Titel Mahkumiyet Müzesi (deutsch: Das Museum des Urteils). Am 5. und 6. Mai 2012 wurde an der Mimar Sinan Universität das Symposium für Das Museum der Unschuld veranstaltet.
Demet Haselçin setzte den Roman als Dokumentarfilm um. Sie rief 1999 Orhan Pamuk an und fing nach den Gesprächen mit dem Film an. Alle zwei bis drei Wochen besuchte sie das im Aufbau befindliche Museum, filmte es und bewahrte die Kopien auf, um die Veränderungen am Zustand des Gebäudes zu dokumentieren. Nachdem Pamuk das Buch publizierte, kontaktierte die Regisseurin Orhan Pamuk per E-Mail. Sie trafen zusammen, um die Aufnahmen anzuschauen. Nachdem der Film fertig war, führte Haselçin mit ihrer Kollegin Pınar Yakışıklı die Protagonisten in den Film ein. Hakan Gerçek synchronisierte in der Rolle des Kemal die Entstehungsgeschichte des Museums. Der Film enthält auch Interviews mit Pamuk, den Architekten und dem Team.

## Ehrungen
2014 wurde das Museum als Europäisches Museum des Jahres ausgezeichnet.

## Ausgaben
- Orhan Pamuk: Masumiyet Müzesi. İletişim Yayınları, Istanbul 2008, ISBN 978-975-050-609-3.
- Orhan Pamuk: Das Museum der Unschuld. Hanser, München 2008, ISBN 978-3-446-23061-3.